# Ansi Agolli
Ansi Agolli (11 de outubro de 1982) é um futebolista albanês que joga na posição de lateral-esquerdo e meio-campo no New York Cosmos.

## Carreira
Agolli fez parte do elenco da Seleção Albanesa de Futebol da Eurocopa de 2016.